# Манакінчик західний
Манакінчик західний (Machaeropterus striolatus) — вид горобцеподібних птахів родини манакінових (Pipridae).

## Поширення
Він поширений у північному західній частині Південної Америки від північно-західної частини Венесуели, через Колумбію, Еквадор, до північно-східного Перу та прилеглої західної Бразилії, з населенням у південно-східній Венесуелі та західній Гаяні. Мешкає у підлісках вологих лісів у західній Амазонії та передгір'ях Анд на висоті до 1300 м над рівнем моря.

## Підвиди
- Machaeropterus striolatus zulianus Phelps, Sr & Phelps, Jr, 1952 — північно-західна Венесуела.
- Machaeropterus striolatus obscurostriatus Phelps, Sr & Gilliard, 1941 — на заході Венесуели.
- Machaeropterus striolatus antioquiae Chapman, 1924 — західна та центральна Колумбія.
- Machaeropterus striolatus striolatus (Bonaparte, 1838) — східна Колумбія, східний Еквадор, північно-східний Перу і прилеглі до західної Бразилії.
- Machaeropterus striolatus aureopectus Phelps, Sr & Gilliard, 1941 — південно-східна Венесуела та прилегла західна Гаяна.